# Miss Sloane - Giochi di potere
Miss Sloane - Giochi di potere (Miss Sloane) è un film del 2016 diretto da John Madden con protagonista Jessica Chastain.

## Trama
Nei piani alti della politica e del potere Elizabeth Sloane è la lobbista più ricercata e formidabile di Washington. Conosciuta allo stesso tempo sia per la sua astuzia (grazie a cui riuscirebbe a ottenere i suoi scopi anche non del tutto legalmente), sia per la sua storia costellata di successi, ha sempre fatto tutto il necessario (legalmente o meno) per vincere. Quando, però, si scontra con la  potente lobby delle armi (volendo ella, per motivi etici, regolamentarne l'uso), scopre che la vittoria può essere ottenuta solo ad un prezzo troppo elevato.
Elizabeth è inizialmente chiamata a comparire in un'audizione al Congresso guidata dal senatore Ronald Sperling per rispondere a domande su possibili violazioni delle regole etiche del Senato durante il suo mandato presso la società di lobbismo Cole Kravitz & Waterman; qui inizia un flashback.
Tre mesi e una settimana prima, l'azienda di Sloane è stata contattata dal rappresentante della produzione di armi Bill Sanford per guidare l'opposizione alla proposta di legge Heaton-Harris che amplierebbe i controlli sui precedenti penali per l'acquisto di armi, mettendosi quindi in contrasto con le donne che sono di solito in opposizione all'uso delle armi. Sloane, sentendosi eticamente in opposizione all'uso indiscriminato delle armi, mette in ridicolo l'idea di Sanford, ma il direttore della società per cui lavora la obbliga ugualmente ad accettare l'incarico.
Sloane viene successivamente avvicinata da Rodolfo Schmidt, il capo della società di lobbying rivale Peterson Wyatt, per guidare invece lo sforzo a sostegno del disegno di legge Heaton-Harris. Sloane è d'accordo e prende con sé la maggior parte del suo staff, anche se la sua più stretta collaboratrice, Jane Molloy, rifiuta di andarsene.
Alla Peterson Wyatt, Sloane sceglie Esme Manucharian per dirigere la maggior parte delle apparizioni sui media dell'azienda e iniziano a fare progressi significativi nella raccolta di voti per il disegno di legge. Sloane intuisce che Esme sia molto sensibile alla questione delle armi perché è sopravvissuta a una sparatoria a scuola; per questo, anche se Esme non vuole rivelare il suo passato, Sloane la espone pubblicamente durante un dibattito televisivo in diretta nazionale e, grazie anche a questa mossa, riesce a creare un comitato che riceve moltissime donazioni da donne al fine di finanziare la campagna.
Accade, tuttavia, un imprevisto: Esme viene tenuta sotto tiro mentre lascia il suo ufficio, ma il suo aggressore viene ucciso a colpi di arma da fuoco da un altro civile che trasporta legalmente una pistola. I sostenitori dei diritti delle armi traggono vantaggio da questo evento, che fa perdere il sostegno al progetto di legge Heaton-Harris al Senato. Ciò è aggravato dalla notizia dell'inchiesta del Senato sulle pratiche di lobbismo di Sloane che, grazie alla sua astuzia, sarebbe stata in grado di usare illegalmente delle tecniche di sorveglianza.
A questo punto termina il flashback e, tornando all'udienza congressuale, il senatore Sperling mostra un modulo per richiedere l'approvazione del viaggio all'estero per un senatore: esso è stato legalmente presentato da un'organizzazione senza scopo di lucro, ma completato con la calligrafia di Sloane, indicando una violazione delle regole etiche del Senato con il suo coinvolgimento come lobbista nell'organizzazione del viaggio. In risposta ad altre domande, Sloane giura di non aver mai praticato intercettazioni illegali. Inoltre, nella sua dichiarazione finale all'udienza, Sloane ammette di aver previsto che l'opposizione l'avrebbe attaccata personalmente se Peterson Wyatt avesse ottenuto troppi progressi con il disegno di legge Heaton-Harris e che aveva qualcuno all'interno (Molloy, la sua ex assistente) a lavorare segretamente per lei. Infine, divulga un'intercettazione video ai danni dello stesso senatore Sperling il quale si rivelava contrario alla legge Heaton-Harris in cambio di tangenti da parte George Dupont, il capo di Cole Kravitz & Waterman.
Dieci mesi dopo, Sloane riceve la visita del suo avvocato in prigione: il disegno di legge Heaton-Harris è stato approvato, ma si tratta di un risultato ottenuto a spese della sua intera carriera. Ancora dopo, Sloane viene scarcerata.

## Produzione
Le riprese del film sono iniziate il 12 febbraio 2016 a Toronto, terminando il 30 marzo seguente. Alcune riprese aggiuntive sono state effettuate a Washington, mentre la produzione è terminata il 6 aprile.
Il budget del film è stato di circa 13-18 milioni di dollari.

## Promozione
Il primo trailer del film viene diffuso in esclusiva da Entertainment Weekly il 13 settembre 2016.

## Distribuzione
La pellicola è stata presentata in anteprima mondiale l'11 novembre 2016 all'AFI Festival. È stata distribuita nelle sale cinematografiche statunitensi a partire dal 25 novembre 2016. In Italia, inizialmente prevista dal 4 maggio 2017, poi posticipata al 31 agosto, è stata distribuita infine a partire dal 7 settembre 2017.

## Accoglienza

### Incassi
Il film ha incassato 9,1 milioni di dollari in tutto il mondo.

### Critica
Sull'aggregatore Rotten Tomatoes il film riceve il 76% delle recensioni professionali positive con un voto medio di 6,53 su 10 basato su 191 critiche, mentre su Metacritic ottiene un punteggio di 64 su 100 basato su 41 critiche.

## Riconoscimenti
- 2017 - Golden Globe[14]
  - Candidatura per la migliore attrice in un film drammatico a Jessica Chastain